# Крипта заслуженных на Скалке
Крипта заслуженных на Скалке или Пантеон заслуженных, Усыпальница великих поляков (пол. Krypta Zasłużonych na Skałce, Panteon Zasłużonych, Cmentarz Wielkich Polaków) — крипта, находящаяся в костёле на Скалке, Краков, Польша. В крипте похоронены 13 польских деятелей культуры.

## История
Крипта в Костёле на Скалке основана в 1880 году по проекту польского архитектора Юзефа Лепковского.
На портале крипты находится надпись на латинском языке «Сredo, quod Redemptor meus vivit» (Верую, что мой Спаситель жив).

### Календарь
- 1880 год — первым похороненным в крипте стал основатель церкви епископ Краковский Ян Длугош. Это было его третье погребение, которое состоялось в 1880 году по случаю его 400-летия с даты его смерти;
- 1881 год — в крипту перенесены останки польского поэта и писателя Винцентия Поля. В этот же год с Раковицкого кладбища перенесены останки польского поэта и писателя Люциана Семеньского;
- 1887 год — в саркофаге № IV похоронен умерший в Женеве польский писатель Юзеф Крашевский;

- Саркофаг  Яна Длугоша
- Саркофаг Винценты Поля
- Саркофаг Люциана Семеньского
- Саркофаг  Юзефа Крашевского

- 1893 год — из Флоренции привезены останки польского поэта Теофила Ленартовича. До погребения останков Теофила Ленартовича был спор между общественностью Кракова и Львова о месте их захоронения;
- 1897 год — в саркофаге № VI похоронен польский поэт Адам Аснык. На похоронах присутствовал Генрик Сенкевич;
- 1902 год — похоронен Генрих Семирадский. После похорон в Кракове прошли торжественные мероприятия, которые стали знаком благодарности за картины, подаренные художником краковскому Национальному музею.
- 1907 год — похоронен польский живописец и поэт Станислав Выспяньский. Во время его похорон звучал Колокол Зигмунд и хейнал;

- Саркофаг Теофила Ленартовича
- Саркофаг Адама Асныка
- Саркофаг Генриха Семирадского
- Саркофаг Станислава Выспяньского

- 1929 год — похоронен польский живописец Яцек Мальчевский. Захоронение в крипте противоречило воле художника, который хотел, чтобы его похоронили на Сальваторском кладбище;
- 1937 год — из Лозанны доставлен прах польского композитора Кароля Шимановского. Прах помещён в саркофаг № X, а его сердце захоронено в Варшаве. Во время Варшавского восстания в 1944 году сердце Кароля Шимановского было сожжено;
- 1954 год — в крипте похоронен польский актёр и режиссёр Людвик Сольский. Во время похорон звучал хейнал;
- 1955 год — похоронен польский астроном Тадеуш Банахевич. Эксгумацию и перенос останков Тадеуша Банахевича с Раковицкого кладбища в крипту совершил по собственной инициативе и на собственные средства профессор Казимеж Кордылевский;

- Саркофаг Яцека Мальчевского
- Саркофаг Кароля Шимановского
- Саркофаг Людвика Сольского
- Саркофаг  Тадеуша Банахевича

- 2004 год — похоронен польский поэт, лауреат Нобелевской премии Чеслав Милош.

- Саркофаг Чеслава Милоша